# Trigonocidaris radiata
Trigonocidaris radiata är en sjöborreart som beskrevs av Ole Theodor Jensen Mortensen 1942. Trigonocidaris radiata ingår i släktet Trigonocidaris och familjen Temnopleuridae. Inga underarter finns listade i Catalogue of Life.